# Junta Consultiva
La Junta Consultiva gobernó la Provincia de San Salvador (desde el 25 de mayo al 17 de junio de 1823) luego de que Felipe Codallos (jefe militar y civil y representante de las fuerzas imperialistas mexicanas) fuese obligado a dimitir. Formaron la Junta Consultiva:
- Jefe Supremo Político: Don Mariano Prado
- Intendente y Gobernador de la Provincia de San Salvador: Coronel José Justo Milla
- Comandante Militar: Coronel José Rivas